# Хилсборо-Ранчес
Хилсборо-Ранчес (англ. Hillsboro Ranches) — статистически обособленная местность, расположенная в округе Брауард (штат Флорида, США) с населением в 47 человек по статистическим данным переписи 2000 года.

## География
По данным Бюро переписи населения США, статистически обособленная местность Хилсборо-Ранчес имеет общую площадь в 0,26 квадратного километра, водных ресурсов в черте населённого пункта не имеется.

## Демография
По данным переписи населения 2000 года в Хилсборо-Ранчес проживало 47 человек, 12 семей, насчитывалось 16 домашних хозяйств и 19 жилых домов. Средняя плотность населения составляла около 180,77 человек на один квадратный километр. Расовый состав населённого пункта распределился следующим образом: 97,87 % белых, 2,13 % — коренных американцев.
Из 16 домашних хозяйств в 50,0 % воспитывали детей в возрасте до 18 лет, 68,8 % представляли собой совместно проживающие супружеские пары, в семей женщины проживали без мужей, 25,0 % не имели семей. 18,8 % от общего числа семей на момент переписи жили самостоятельно, при этом 12,5 % составили одинокие пожилые люди в возрасте 65 лет и старше. Средний размер домашнего хозяйства составил 2,94 человек, а средний размер семьи — 3,33 человек.
Население статистически обособленной местности по возрастному диапазону по данным переписи 2000 года распределилось следующим образом: 29,8 % — жители младше 18 лет, 2,1 % — между 18 и 24 годами, 31,9 % — от 25 до 44 лет, 23,4 % — от 45 до 64 лет и 12,8 % — в возрасте 65 лет и старше. Средний возраст жителей составил 37 лет. На каждые 100 женщин в Хилсборо-Ранчес приходилось 88,0 мужчин, при этом на каждые сто женщин 18 лет и старше приходилось 106,3 мужчин также старше 18 лет.
Средний доход на одно домашнее хозяйство статистически обособленной местности составил 26 250 долларов США, а средний доход на одну семью — 0 долларов. При этом мужчины имели средний доход в 0 долларов США в год против 0 долларов среднегодового дохода у женщин. Доход на душу населения статистически обособленной местности составил 26 250 долларов в год. Все семьи имели доход, превышающий уровень бедности.